# 慧威
慧威（634年—713年），又称惠威，俗姓留，婺州东阳人，唐朝佛教僧侶，為天台宗七祖。曾居天宮寺，人稱天宮尊者、天宮慧威。
幼年受具足戒。拜谒缙云智威学习天台宗，初居长安天宫寺。后归东阳隐居。高宗时，与智威为“朝散大夫四大师”。开元元年圆寂。春秋八十。门下有左溪玄朗。
後吳越王敕賜“全真尊者”諡號。

## 師承
- 法華智威 [2]

## 弟子
- 左溪玄朗
- 永嘉玄覺

## 外部連結
- 天臺宗七祖天宮慧威大師 （页面存档备份，存于）